# Tongoenabiago
Tongoenabiago ou Tongoenabiagus era o deus da Fonte do Juramento para o povo castrejo da Galécia, actual norte de Portugal e Galiza. A Fonte do Ídolo, em Braga, é uma fonte romana dedicada a Tongoenabiago. Possivelmente um deus duplo, Tongoe e Nabia, é um deus das águas. Uma proposta de interpretação de Tongoenabiago é «o deus do rio pelo qual se jura».